# Ozero Izmok
Ozero Izmok (ryska: Озеро Измок) är en sjö i Belarus.   Den ligger i voblasten Vitsebsks voblast, i den norra delen av landet, 230 km nordost om huvudstaden Minsk. Ozero Izmok ligger 141 meter över havet. Arean är 1,1 kvadratkilometer. Den sträcker sig 1,6 kilometer i nord-sydlig riktning, och 1,2 kilometer i öst-västlig riktning.
I omgivningarna runt Ozero Izmok växer i huvudsak blandskog. Runt Ozero Izmok är det ganska tätbefolkat, med 72 invånare per kvadratkilometer.